# Cottey
Le Cottey ou Cotey est un ruisseau de l'Ain, situé sur la Côtière, affluent du Rhône. En effet, il se jette dans le canal de Miribel, à Niévroz.

## Géographie

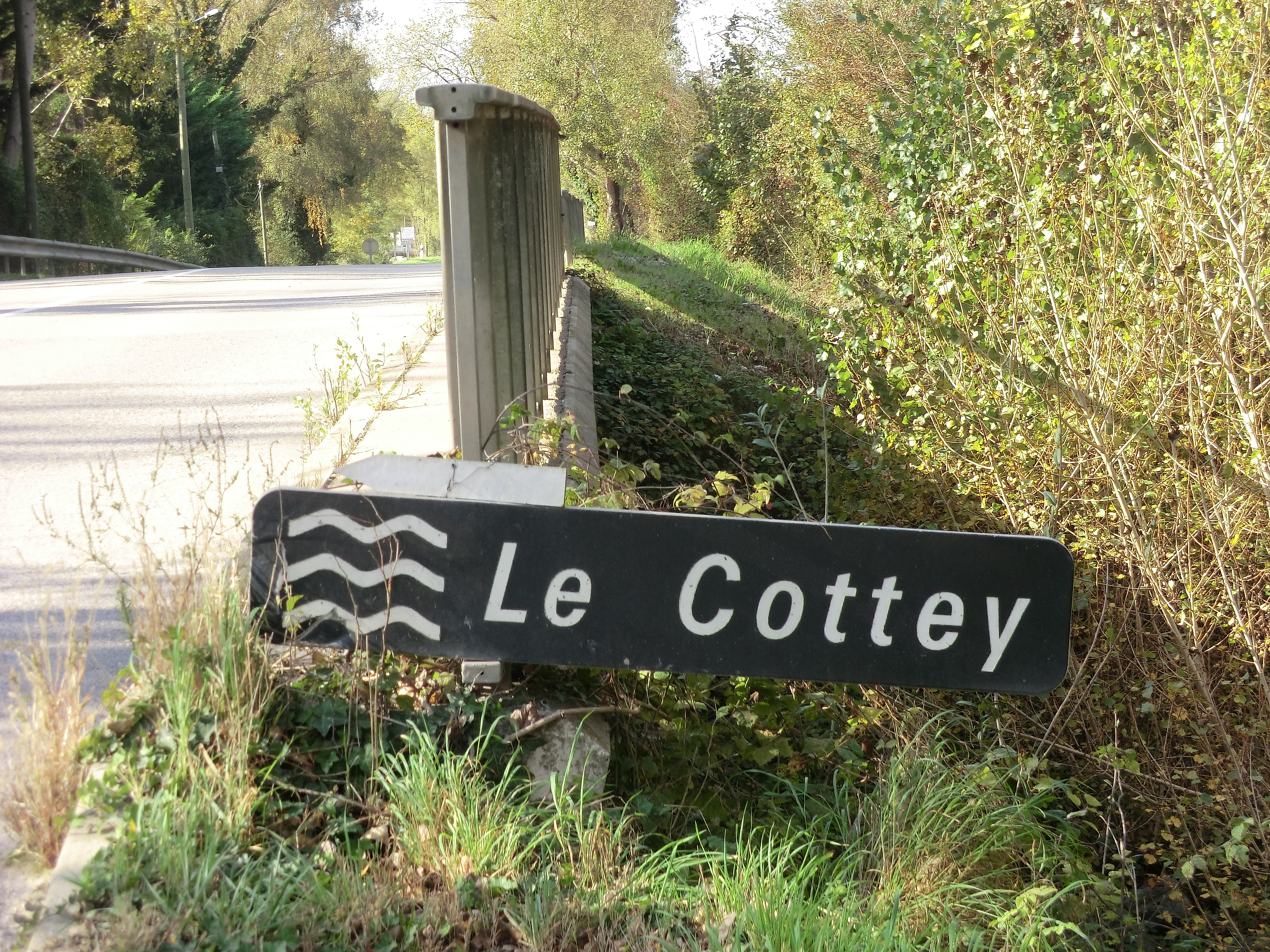
Panneau « Le Cottey », à Niévroz.

La longueur de son cours d'eau est de 17,6 kilomètres. Le Cottey traverse six communes.
Il prend sa source sur le finage de Faramans, coule sur les confins de Pizay et de Bressolles, traverse le village de Dagneux et se jette dans un bras du Rhône, à Niévroz.

### Communes et cantons traversés
Soit en termes de cantons, le Cottey prend sa source dans le canton de Meximieux, traverse et conflue dans l'ancien canton de Montluel, maintenant dans le canton de Miribel, le tout dans l'arrondissement de Bourg-en-Bresse.

### Bassin versant
Le Cotey traverse une seule zone hydrographique Le Rhône de l'Ain à la Saône (V300) de 13 711 km2 de superficie.

## Affluents
Le Cotey a un affluent contributeur : 
- le Lône de la chaume (rg[note 1]), de 6,6 kilomètres, prend sa source à Saint-Maurice-de-Gourdans, traverse Balan, et conflue sur la commune de Niévroz[2]. En termes de cantons, il prend sa source dans le canton de Meximieux et conflue dans le canton de Montluel.

### Rang de Strahler
Donc le nombre de Strahler du Cotey est de deux par le Lône.

## Hydrologie
Son régime hydrologique est dit pluvial.